# Эскаливада

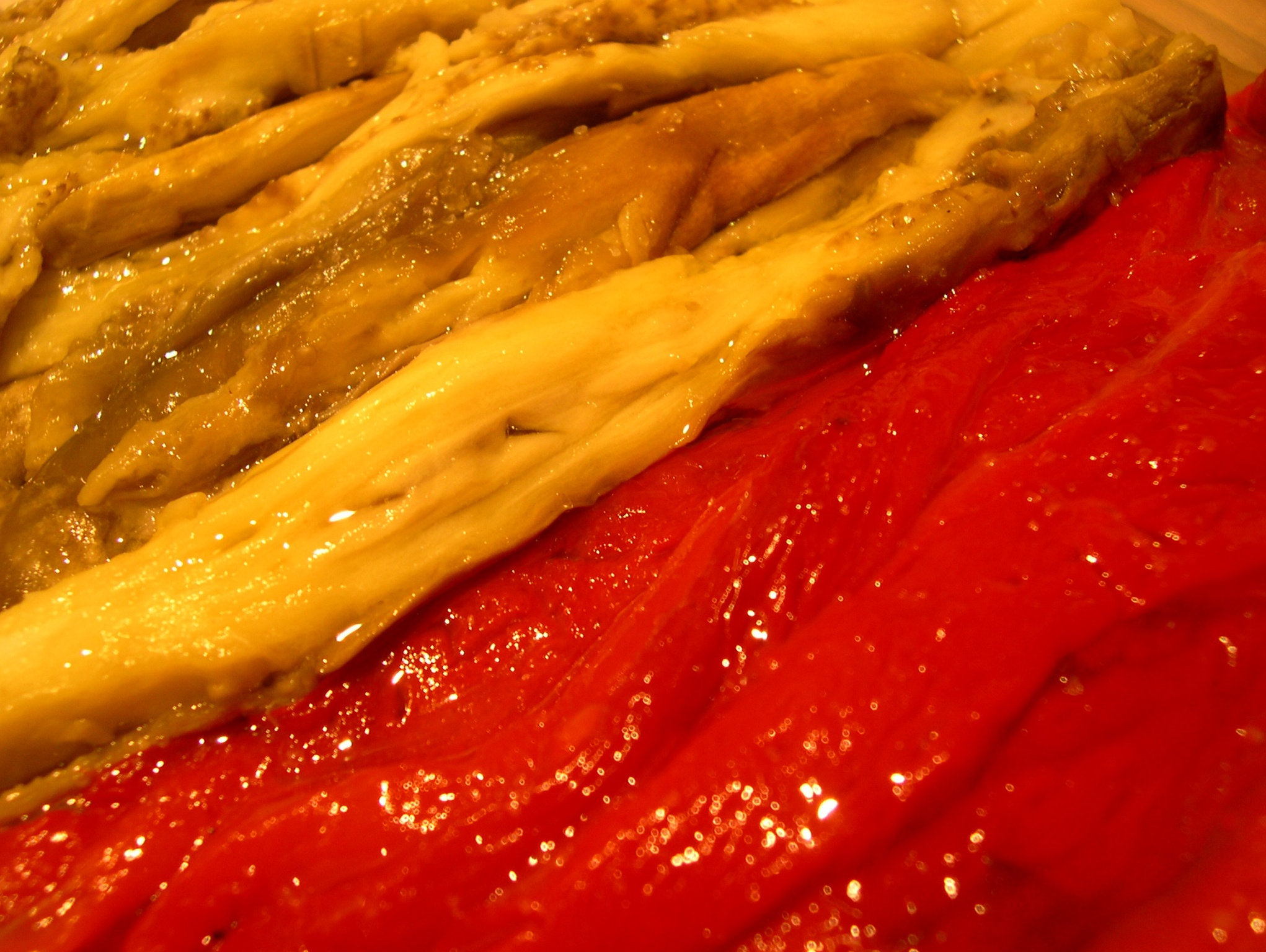
Эскаливада

Эскаливада (кат. escalivada) — блюдо каталонской кухни из печеных баклажанов, сладкого перца (обязательно) и лука с помидорами (по выбору).
Название происходит от каталанского escalivar, что означает «жарить на углях». По существу, это остуженные овощи гриль, которые подают с чесноком, винным уксусом и оливковым маслом в качестве гарнира к любому блюду или как холодную закуску. Готовится на гриле или в духовке, которая разогревается до 200ºС. Неочищенные и целые овощи: наколотые баклажаны, сладкий красный перец, лук, помидоры запекаются 30-40 минут до готовности и потемнения кожуры. После чего с них снимают кожуру (а из перца и баклажан извлекаются семена) и режут на тонкие ломтики, которые выкладывают послойно в глубокую тарелку, поливая оливковым маслом, винным уксусом и посыпая мелко нарезанным чесноком. Блюдо можно хранить в холодильнике и подавать на следующий день или в день приготовления.
Из овощей, запеченных для эскаливады и приправленных оливковым маслом, готовят также мусс и заправку для салатов. Рецепт эскаливады хранится в Капсуле времени Института Сервантеса, куда он был помещен писателем Хуаном Марсе. Его можно будет прочитать в 2029 году.